# Wolfgang Neuser (Musiker)
Wolfgang Neuser (* 1. März 1951 in Siegen; † 5. April 2018) war ein deutscher psychologischer Psychotherapeut, der als Musiker Bekanntheit erlangte. Als Komponist und Keyboarder war er Mitglied der Krautrockgruppe Birth Control.

## Leben
Wolfgang Neuser wuchs in der nordrhein-westfälischen Stadt Siegen auf und begeisterte sich in jungen Jahren für die Musik. Aus diesem Grund wählte er zunächst das Studienfach Musik. In der Zeit von 1968 bis 1984 war er in wechselnden Bands als Komponist und Pianist tätig.
Parallel wechselte er allerdings seinen beruflichen und akademischen Schwerpunkt und studierte Psychologie, worin er 1983 ein Diplom an der Justus-Liebig-Universität Gießen erhielt.
Mit seiner Familie zog Wolfgang Neuser schließlich zurück nach Siegen und praktizierte dort von 1985 bis 2018 in eigener Praxis als psychologischer Psychotherapeut.